# Fàn Shīmàn
Fàn Shīmàn est un souverain du Fou-nan, dans la péninsule indochinoise, dont le règne, au IIIe siècle, correspondrait d’après les annales chinoises à l’âge d’or de son royaume.

## Biographie
Chef militaire, Fàn Shīmàn exerce déjà la réalité du pouvoir lors de la fin du règne du roi Hùnpánkuàng (km) et de celui de son fils Pánpán (km) qui meurt sans héritier. C’est à cette dernière occasion qu’il accède au trône au début du IIIe siècle.
Considéré comme le « grand roi du Fou-nan », il étend son empire naval, soumettant notamment les royaumes de Jinlin, que l'on estime situé sur les provinces thaïlandaises modernes de Nakhon Pathom et Suphanburi, et Touen Siun dans la péninsule malaise, près de Malacca ou de Tenasserim, suivant les sources,.
Il augmente également la centralisation de son administration tout en préservant les coutumes locales, notamment dans les régions nouvellement conquises. Le droit founanais ainsi que le système de monopoles commerciaux et le mercantilisme avant l'heure vont servir de modèle aux futurs royaumes de la région comme le Chenla. La puissance du Fou-nan et le rôle essentiel qu’y joua le commerce maritime est d’autre part confirmé par la découverte d'objets indiens, chinois et romains dans son port principal, Óc Eo.
Fàn Shīmàn meurt de maladie lors d’une expédition militaire contre un état non identifié que les Chinois nomment Chin Li (« la frontière de l’or »), probablement du côté de Martaban. Son fils aîné, Fàn Jīnshēng (km), le remplace à la tête des troupes, mais le général Fàn Zhān (km), fils de la sœur aînée de Fàn Shīmàn, fait assassiner l’héritier et monte sur le trône.